# Résolution 246 du Conseil de sécurité des Nations unies
Membres permanents
- Chine (Taïwan)
- États-Unis
- France
- Royaume-Uni
- URSS

Membres non permanents
- Algérie
- Brésil
- Canada
- Danemark
- Éthiopie
- Hongrie
- Inde
- Pakistan
- Paraguay
- Sénégal

Résolution no 245 Résolution no 247
La Résolution 246  est une résolution du Conseil de sécurité des Nations unies adoptée le 14 mars 1968, dans sa 1397e séance. elle adresse à l'Afrique du Sud un avertissement pour le cas où elle ne libérerait pas les prisonniers sud-ouest-africains sous sa garde.

## Vote
La résolution a été adoptée à l'unanimité.

## Texte
- Résolution 246 Sur fr.wikisource.org
- Résolution 246 Sur en.wikisource.org